# Bomarea costaricensis
Bomarea costaricensis es una especie de planta fanerógama perteneciente a la familia de las Alstroemeriáceas.  

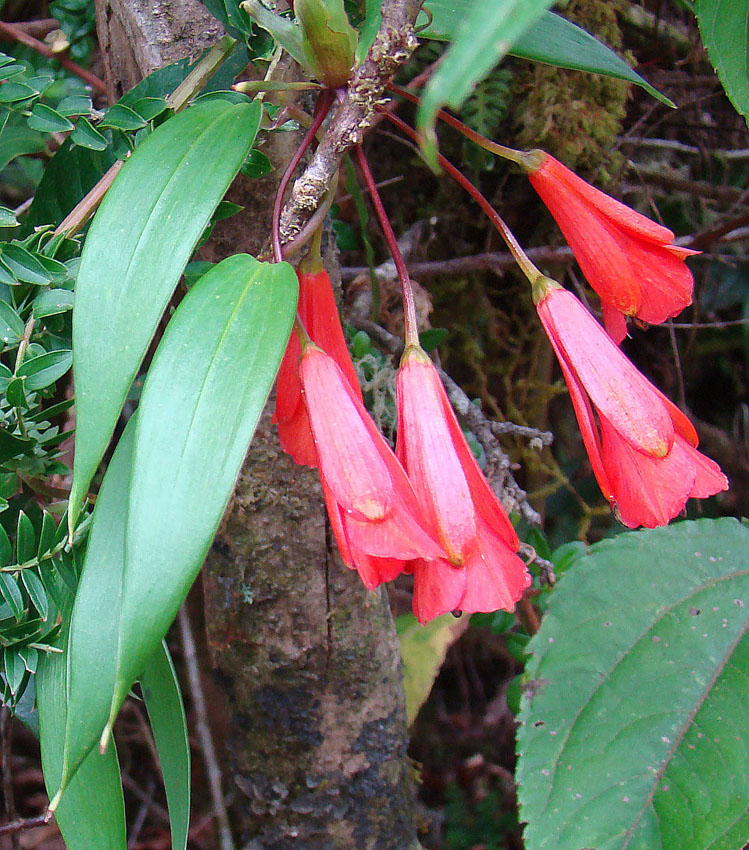
Flores

## Descripción
Son bejucos; con tallo de 4.1-6 mm de diámetro, diminutamente puberulento justo abajo de la umbela a peloso en toda la superficie con tricomas multicelulares. Las láminas foliares de 10.4-19.1 x 2.6-7.2 cm, 2.5-4 veces más largas que anchas, glabras en el haz a diminutamente granular-puberulentas justo arriba de la base, glabras a granular-puberulentas sobre las nervaduras y la superficie del envés; pecíolo de 9-22 mm. Brácteas del involucro  7, 1.8-3.5 x 0.6-0.8 cm, puberulentas en el envés o en ambos lados; rayos de la umbela 17-21, 5.5-9.5 cm, generalmente densamente pardo puberulentos, no ramificados, ebracteolados o con 1 bractéola c. 3 mm justo arriba de la base. Ovario generalmente densamente pardo puberulento; sépalos 2.5-4.5 x 0.6-1.1 cm, rojo-rosados o anaranjado-rojizos por fuera, amarillentos por dentro; pétalos 4.3-5.5 x 1.4-2 cm, sobrepasando a los sépalos por 5-18 mm, amarillos en la base, anaranjado-rojizos arriba, con máculas marrones.

## Distribución y hábitat
Se encuentra en las laderas arboladas de montañas, a una altitud de 2000-3000 metros. Es un endemismo de Costa Rica.

## Taxonomía
Bomarea costaricensis fue descrita por  Friedrich Wilhelm Ludwig Kraenzlin, y publicado en Botanische Jahrbücher für Systematik, Pflanzengeschichte und Pflanzengeographie 50(Beibl. 112): 4–5. 1913.
Etimología
Bomarea: nombre genérico que está dedicado al farmacéutico francés Jacques-Christophe Valmont de Bomare (1731-1807), que visitó diversos países de Europa y es autor de “Dictionnaire raisonné universel d’histoire naturelle” en 12 volúmenes (desde 1768).
costaricensis: epíteto geográfico que alude a su localización en Costa Rica. 